# Tentório cerebelar
O tentório cerebelar ou tentório cerebelo é uma extensão da dura-máter que separa o cerebelo da porção inferior dos lobos occipitais.
O tentório cerebelar é uma lâmina arqueada, elevada no meio e inclinada para baixo em direção à circunferência. Cobre a parte superior do cerebelo e apoia os lobos occipitais do cérebro.
Sua borda anterior é livre e côncava e delimita uma grande abertura oval, a incisura tentorial, por onde passam os pedúnculos cerebrais.